# Štěpán Škorpil
Štěpán Škorpil (* 13. dubna 1945 Praha) je český sportovní novinář, televizní komentátor a moderátor.
Jeho otec zahynul dne 30. dubna 1945 během nacistického pochodu smrti, maminka se pak již nikdy neprovdala.
V mládí závodil v atletickém víceboji, kdy se stal juniorským mistrem Československa v desetiboji. Hrál závodně i basketbal (mimo jiné společně s Václavem Klausem).
Po absolvování studia na Fakultě tělesné výchovy a sportu UK pracoval od roku 1973 v Československé televizi jako sportovní komentátor a později i jako šéfredaktor Hlavní redakce sportu. V letech 1978–1980 odkomentoval pět zápasů nejvyšší československé hokejové ligy. V roce 1990 byl nucen Československou televizi opustit (společně s Robertem Bakalářem, Jaroslavem Suchánkem a Janem Slepičkou) z politických důvodů, protože byl důvěrníkem StB s krycím jménem "Štěpán".
Na televizní stanici Eurosport komentuje od roku 1998 zejména lehkou atletiku, severskou kombinaci, sportovní plavání a krasobruslení.
Pracuje i jako moderátor a tiskový mluvčí, kde spolupracuje s Českým olympijským výborem, jde o velkého příznivce a propagátora myšlenky na uspořádání olympijských her v Praze.
V roce 2010 si zahrál moderátora v českém seriálu Comeback. V díle Zlatá ledvina moderoval mezinárodní turnaj v pivním pětiboji.